# Cantón Santa Cruz
Cantón Santa Cruz är en kanton i Ecuador.   Den ligger i provinsen Galápagos, i den västra delen av landet, 1 300 km väster om huvudstaden Quito. Antalet invånare är 15 393. Arean är 1 794 kvadratkilometer.
Terrängen i Cantón Santa Cruz är platt österut, men västerut är den kuperad.